# Venancio Coñoepán II
Venancio Coñuepán o Kowñepang, conocido también simplemente como Coñoepán, fue un lonco mapuche activo en la resistencia mapuche a la Ocupación de la Araucanía (1861-1883).  Era hijo de Venancio Coñoepán I, lonco mapuche que participó en la Guerra de independencia de Chile. Fue casado con la cautiva española doña Bartola de Salazar de Chillan, quién había sido criada por su padre, para casarla con su heredero. 
Venancio Coñuepán hijo, fue un hombre bien instruido, dispuesto siempre a la conciliación, que veía en la resistencia militar un movimiento suicida y admitía la necesidad de negociar el avance colonial. Ayudado por los generales Ramón Freire y Manuel Bulnes, peleó contra sus enemigos los arribanos en Nacimiento y Conun-Huenu, donde se parapetaban aquellos ocupando las cimas del cerro sagrado. Los arribanos ataban los troncos con boques, que cortaban cuando las tropas abajinas de Coñuepan, Freire y Bulnes pretendían tomarse por asalto aquellos sitios religiosos. 
Obtuvo de los Generales Cornelio Saavedra, del General Aníbal Pinto y del Coronel Gregorio Urrutia, en los Parlamentos de Angol, Puren y Lumaco la promesa de que no se fundaría pueblo en sus dominios.
En 1881, su hermano Millapang, en cambio, asumió el liderazgo de la insurrección en Chol Chol. Venancio se fue con bandera blanca al Fuerte Ñielol. En la fundación de Temuco, en 1881, en la ribera norte del río Cautín, Coñoepán y otros lonco del Cholchol se reunieron con el ministro Manuel Recabarren y le pidieron que no avanzara más. Más tarde, ese mismo año, Venancio Coñoepán encabezó un parlamento que unió a diferentes facciones mapuches contra Chile.
Después de la ocupación definitiva de La Araucanía en 1883, fue nombrado "Cacique General de la Pacificación de La Araucanía". Más tarde su nieto, llegó a ser Diputado en tres ocasiones y el primer ministro de Estado de la República de Chile.
Falleció el 16 de octubre de 1884 a consecuencia de la peste. En oportunidad del funeral de su padre, Domingo Coñuepán mató 24 vacunos y comunicó la noticia de su deceso al General Gregorio Urrutia, quién envió a la banda del Batallón Arica N° 4 de línea de la guarnición de Nueva Imperial, al mando de Leandro Navarro.